# Aleksej Popogrebskij
Aleksej Petrovič Popogrebskij (in cirillico: Алексей Петрович Попогребский; trasl. angl.: Alexei Popogrebski; Mosca, 7 agosto 1972) è un regista e sceneggiatore russo.

## Biografia
Figlio dello sceneggiatore Pëtr Popogrebskij, Aleksej si laurea in psicologia nel 1994 e debutta come regista nel 2003 con Koktebel', scritto e diretto insieme a Boris Khlebnikov, per il quale riceve il Philip Morris Award al Festival di Karlovy Vary. Nel 2007 scrive e dirige la commedia drammatica Simple Things che ottiene premi in numerosi festival europei.
Dopo una parentesi televisiva, nel 2010 dirige Kak ja provël ėtim letom che bissa il successo del film precedente aggiudicandosi, tra gli altri, il Gold Hugo al Chicago International Film Festival e il premio per il miglior film al London Film Festival, oltre alla candidatura per l'Orso d'oro al Festival di Berlino.
Nel 2011 è stato incluso tra i "25 russi da tenere d'occhio" dal Financial Times.
Ha fatto parte delle giuria internazionale del Festival di Karlovy Vary nel 2010 e della giuria "World Cinema Dramatic" del Sundance Film Festival nel 2012.

## Filmografia

### Regista
- Sudebnaya kolonka (2008) - serie tv, episodi Chest mundira e Na zhivtsa
- Optimisty (2017) - serie tv

### Regista e sceneggiatore
- Koktebel' (2003) - co-regia con Boris Khlebnikov
- Prostye vešči (2007)
- Kak ja provël ėtim letom (2010)
- Bloodrop 3D (2011) - cortometraggio

### Attore
- Relations (Svyaz), regia di Dunya Smirnova (2006)

## Riconoscimenti
- 2003
  - Festival internazionale del cinema di Karlovy Vary
  - Philip Morris Award – Koktebel' (condiviso con Boris Khlebnikov)
  - Festival cinematografico internazionale di Mosca
  - San Giorgio d'Argento, premio speciale della giuria – Koktebel' (condiviso con Boris Khlebnikov)
  - Nomination San Giorgio d'Oro – Koktebel' (condivisa con Boris Khlebnikov)

- 2004
  - Festival del Cinema di Bruxelles
  - Nomination Iris d'Oro – Koktebel' (condivisa con Boris Khlebnikov)
  - Cinemanila International Film Festival
  - Gran premio della giuria – Koktebel' (condiviso con Boris Khlebnikov)
  - Nomination Premio Lino Brocka – Koktebel' (condivisa con Boris Khlebnikov)
  - Premio Golden Eagle
  - Nomination Miglior film – Koktebel' (condivisa con Boris Khlebnikov e Roman Borisevich)
  - Premio Nika
  - Nomination Miglior film – Koktebel' (condivisa con Boris Khlebnikov e Roman Borisevich)
  - Festival internazionale del cinema di Sofia
  - Nomination Grand Prix – Koktebel' (condivisa con Boris Khlebnikov)
  - Wiesbaden goEast
  - Giglio d'Oro – Koktebel' (condiviso con Boris Khlebnikov)

- 2007
  - Festival internazionale del cinema di Karlovy Vary
  - Premio FIPRESCI – Simple Things
  - Premio della giuria ecumenica – Simple Things
  - Nomination Globo di Cristallo – Simple Things
  - Kinotavr Festival
  - Miglior regia – Simple Things
  - Miglior sceneggiatura – Simple Things
  - Gran Premio del festival – Simple Things

- 2008
  - Angers European First Film Festival
  - Miglior film – Simple Things
  - Premio Golden Eagle
  - Miglior sceneggiatura – Simple Things
  - Premio Nika
  - Miglior sceneggiatura – Simple Things
  - Nomination Miglior film – Simple Things (condiviso con Roman Borisevich)
  - Nomination Miglior regista – Simple Things
  - Wiesbaden goEast
  - Premio del Federal Foreign Office, menzione d'onore – Simple Things

- 2010
  - Art Film Festival
  - Miglior film – Kak ja provël ėtim letom
  - Festival internazionale del cinema di Berlino
  - Nomination Orso d'oro – Kak ja provël ėtim letom
  - Chicago International Film Festival
  - Gold Hugo per il miglior film – Kak ja provël ėtim letom
  - Hawaii International Film Festival
  - Miglior regista – Kak ja provël ėtim letom
  - Nomination Miglior film – Kak ja provël ėtim letom
  - BFI London Film Festival
  - Miglior film – Kak ja provël ėtim letom
  - Sydney Film Festival
  - Nomination Miglior film – Kak ja provël ėtim letom
  - Wiesbaden goEast
  - Premio FIPRESCI – Kak ja provël ėtim letom
  - Premio del Federal Foreign Office – Kak ja provël ėtim letom
  - Yerevan International Film Festival
  - 2º posto, Premio della giuria ecumenica per il miglior film – Kak ja provël ėtim letom

- 2011
  - Dublin International Film Festival
  - Miglior regista – Kak ja provël ėtim letom
  - Premio Golden Eagle
  - Miglior sceneggiatura – Kak ja provël ėtim letom
  - Miglior film – Kak ja provël ėtim letom (condiviso con Roman Borisevich e Aleksandr Kushaev)
  - Nomination Miglior regista – Kak ja provël ėtim letom
  - Premio Nika
  - Miglior regista – Kak ja provël ėtim letom
  - Nomination Miglior film – Kak ja provël ėtim letom (condiviso con Roman Borisevich e Aleksandr Kushaev)
  - Nomination Miglior sceneggiatura – Kak ja provël ėtim letom
  - Russian Guild of Film Critics
  - Nomination Miglior regista – Kak ja provël ėtim letom
  - Nomination Miglior sceneggiatura – Kak ja provël ėtim letom
  - Festival internazionale del cinema di Varsavia
  - Nomination Grand Prix, cortometraggi – Bloodrop 3D

- 2013
  - 3D Creative Arts Awards
  - Premio speciale della giuria – Bloodrop 3D